# NGC 5818
NGC 5818 ist eine 13,8 mag helle Linsenförmige Galaxie vom Hubble-Typ S0 im Sternbild Bärenhüter und etwa 357 Millionen Lichtjahre von der Milchstraße entfernt. 
Sie wurde am 23. April 1887 von Lewis A. Swift entdeckt.